# 大葉鳳尾蘚
大葉鳳尾蘚（学名：Fissidens grandifrons）为鳳尾蘚科鳳尾蘚屬下的一个种。

## 扩展阅读
- 維基物種上的相關：大葉鳳尾蘚